# کوتکیل (نیویورک)
کوتکیل (به انگلیسی: Cottekill) یک منطقهٔ مسکونی در ایالات متحده آمریکا است که در شهرستان اولستر، نیویورک واقع شده‌است. کوتکیل ۴۵۱ نفر جمعیت دارد و ۸۹٫۹۲ متر بالاتر از سطح دریا واقع شده‌است.